# Hedwig Klein

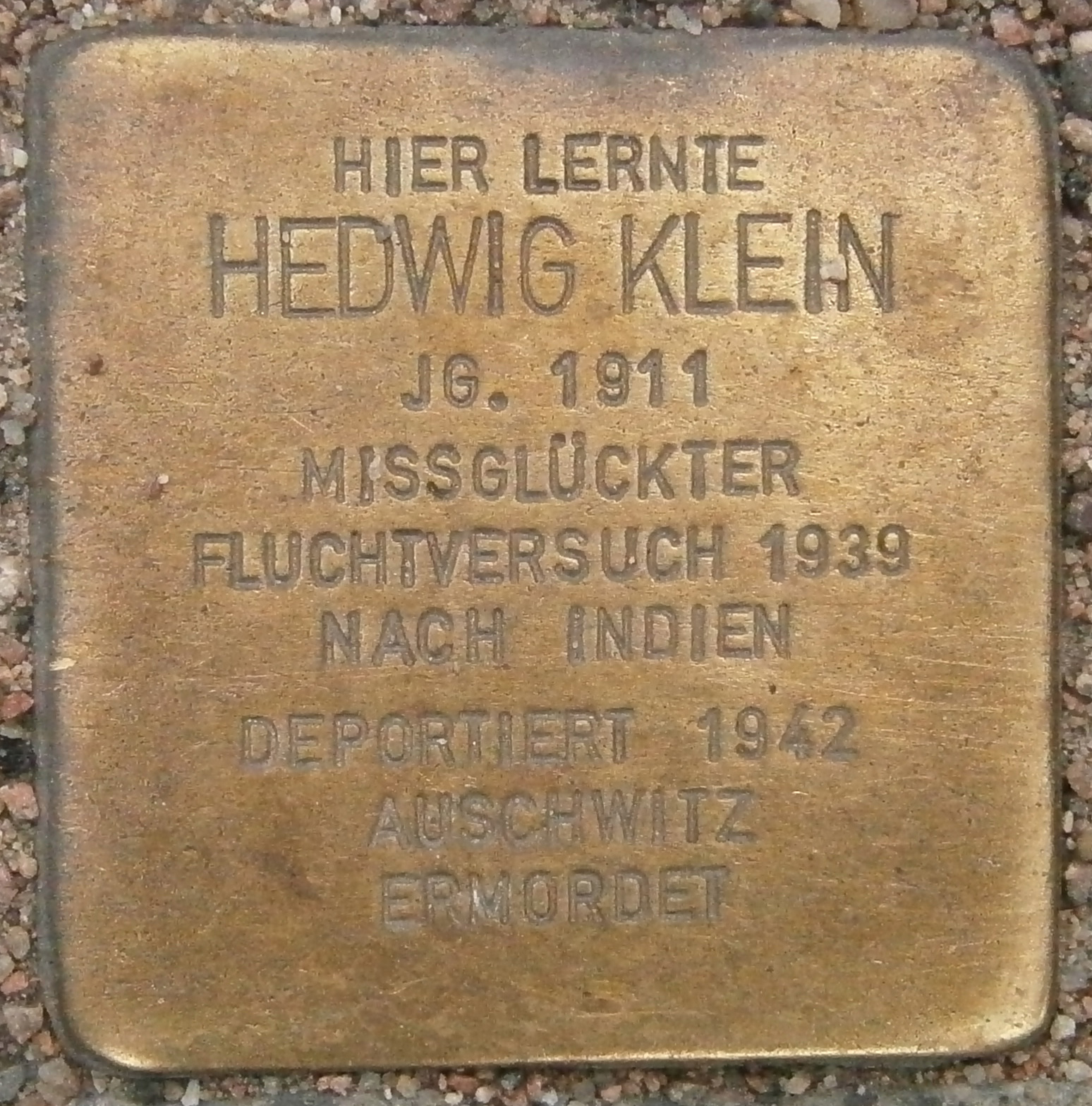
Der Stolperstein für Hedwig Klein vor der Universität Hamburg

Hedwig Klein (geboren 19. Februar 1911 oder 12. September 1911 in Antwerpen; gestorben nach dem 11. Juli 1942 im KZ Auschwitz) war eine deutsche Islamwissenschaftlerin.

## Biographie
Hedwig Klein wurde als zweite Tochter des ungarischen Ölgroßhändlers Abraham Wolff Klein und dessen Frau Recha in Antwerpen geboren. 1914 zog die Familie nach Hamburg. Zwei Jahre später fiel der Vater als Soldat im Ersten Weltkrieg an der Ostfront. Im Januar 1927 wurden Hedwig Klein, ihre Mutter und ihre um ein Jahr ältere Schwester in Deutschland eingebürgert.
Hedwig Klein besuchte zunächst die israelitische Mädchenschule in Hamburg und wechselte 1928 an die Lichtwarkschule. Hier absolvierte sie 1931 das Abitur und schrieb sich an der Universität in den Fächern Islamwissenschaft, Semitistik und englische Philologie ein. Die damaligen Hochschullehrer, so der spätere Arabistik-Professor Albert Dietrich, seien liberale, weltoffene Menschen gewesen, denen nichts ferner gelegen hätte als antisemitische Gedanken, weshalb sich Hedwig Klein im Seminar „geborgen“ gefühlt habe. Über Klein selbst sagte er:

„Sie war von kleiner, zierlicher Statur, stark kurzsichtig, still, zurückhaltend und unendlich bescheiden. Aber sie hatte einen kritischen Verstand, war skeptisch gegen thetisch vorgebrachte Äußerungen und meldete von Zeit zu Zeit mit leiser Stimme ihre Zweifel an. Das trug ihr den […] respektvollen Spitznamen Šakkāka, die gewohnheitsmäßige Zweiflerin, ein, den sie schmunzelnd akzeptierte […]“

1937 vollendete Klein ihre Doktorarbeit zum Thema Geschichte der Leute von 'Omān von ihrer Annahme des Islam bis zu ihrem Dissensus, die kritische Edition einer arabischen Handschrift über die islamische Frühgeschichte. Zur Promotion wurde sie jedoch aufgrund ihrer jüdischen Herkunft zunächst nicht zugelassen. Sie wandte sich schriftlich an Fritz Jäger, den Dekan der Philosophischen Fakultät, unter anderem mit dem Hinweis auf den Kriegstod ihres Vaters, und wurde „ausnahmsweise zugelassen“. Ihre Doktorarbeit erhielt die Note „summa cum laude“. Ihr Betreuer Rudolf Strothmann nannte ihre Arbeit „einen wertvollen Beitrag zur Islamkunde“, und sein Kollege Arthur Schaade bescheinigte ihr ein „Maß an Fleiß und Scharfsinn, das man manchem älteren Arabisten wünschen möchte“. Auch das Rigorosum bestand sie mit „ausgezeichnet“. Als Jäger das für die Erteilung des Doktortitels notwendige Imprimatur erteilen sollte, machte er jedoch nach Rücksprache mit den Behörden einen Rückzieher mit der Begründung, dass sich die „Lage verschärft“ habe – kurz zuvor hatten sich die Novemberpogrome 1938 ereignet –, und er verweigerte Klein das Imprimatur.
Hedwig Klein beschloss, Deutschland zu verlassen. Freimark: „In ihrer verzweifelten Situation erfährt Hedwig Klein Hilfe und Unterstützung durch einen Mann, dessen tatkräftiger und mutiger Einsatz zu rühmen ist und dessen Wirken in dieser Angelegenheit bis jetzt keinerlei Anerkennung gefunden hat.“ Der Geograph Carl August Rathjens vermittelte ihr eine Einladung nach Indien, um dort eine Arbeitsstelle anzutreten. Sie verließ Hamburg am 19. August 1939 an Bord der Rauenfels. Am 21. August 1939 schrieb Klein aus Antwerpen eine Karte an Rathjens: „Ich fühle mich bei dem schönen Wetter sehr wohl an Bord und mache mir im Augenblick keine Sorgen um die Zukunft. Allah wird schon helfen. Ich bin einmal einem seiner Freunde begegnet und seitdem glaube ich das.“
Das Schiff lief mit zweitägiger Verspätung aus und legte in Antwerpen einen viertägigen Zwischenstopp ein. Wegen der drohenden Kriegsgefahr wurde es aber nach Hamburg zurückbeordert. Freimark: „Der Wettlauf um die Rettung […] war verloren.“ In Hamburg kehrte Hedwig Klein zu ihrer Familie zurück und erlitt „die ganze Quälerei“, wie Rathjens es später beschrieb, vom Tragen des Judensterns bis zur Vertreibung aus ihrer Wohnung und Zwangseinweisung in ein Judenhaus. Rathjens selbst kam 1940 im KZ Fuhlsbüttel für einen Monat in sogenannte „Schutzhaft“.
Professor Schaade brachte Klein in Kontakt mit dem Arabisten Hans Wehr, der an einem Wörterbuch für zeitgenössisches Arabisch arbeitete. Hauptzweck dieses Wörterbuches sollte sein, Mein Kampf von Adolf Hitler ins Arabische zu übersetzen, um so die arabischen Völker als Verbündete zu gewinnen. Für dieses Wörterbuch wertete Hedwig Klein Werke der neueren arabischen Literatur aus. Sie legte Zettel mit Wortbedeutungen an und schickte diese an die Redaktion; für jeden Zettel bekam sie 10 Pfennige Honorar. Wehrs Mitarbeiter lobten die „ausgezeichnete Qualität“ ihrer Beiträge. „Allerdings ist es natürlich völlig unmöglich, dass sie später unter den Mitarbeitern genannt wird“, schrieb ein Beteiligter am 8. August 1941 an Arthur Schaade.
Ihre Mitarbeit am Wehr bewahrte Klein im Dezember 1941 vor einer Deportation nach Riga, für die sie schon vorgesehen war. Schaade hatte zuvor in einem Brief an die NS-Behörden darauf hingewiesen, dass „Wehrmacht und Kriegspropaganda in hohem Maße an der Fertigstellung des Werkes interessiert sind“. Sie sei für die Mitarbeit an dem Lexikon „hervorragend qualifiziert“ und „die Zahl der arischen Mitarbeiter nicht ausreichend“. Ihre Schwester Therese indes wurde am 6. Dezember 1941 deportiert und in Riga ermordet. Trotz der Intervention von Schaade wurde Hedwig Klein am 11. Juli 1942 mit dem ersten Zug, der von Hamburg nach Auschwitz fuhr, deportiert. Ihre Mutter wurde vier Tage später in das Ghetto Theresienstadt deportiert; wie ihre Tochter Hedwig gilt sie als in Auschwitz „verschollen“. Hedwig Kleins Großmutter starb im November 1943 in Theresienstadt.
Schaade gab auch nach der Deportation von Hedwig Klein keine Ruhe. So bat er im Oktober 1942 den in Leitmeritz ansässigen Fachkollegen Adolf Grohmann, sich nach dem Verbleib der jungen Frau zu erkundigen und sich ihrer als Mitarbeiterin anzunehmen. Der parteitreue Grohmann war jedoch nicht hilfsbereit. Er glaube zudem nicht, „dass eine weitere Mitarbeit der Genannten in Frage kommt, schon aus Prestigegründen“, schrieb er an Schaade auf einer Postkarte mit dem Aufdruck „Heil Hitler“. Nach 1945 versuchten Schaade und Rathjens weiterhin, sich Klarheit über das Schicksal von Hedwig Klein zu verschaffen. Ende 1945 teilte Rathjens seinem früheren Nachbarn, dem Theologen Walter Windfuhr, mit: „Es ist wohl mit 100%iger Sicherheit anzunehmen, dass dies der erste Transport [der, mit dem Hedwig Klein deportiert wurde] war, der direkt nach Auschwitz gesandt wurde. Sie wird also direkt in den Gasofen gewandert sein. […] Ich könnte heulen, wenn ich nur daran denke und bekomme immer wieder Hassanfälle gegen die Nazis.“
Schaade wiederum beklagte in einem Brief an einen der Mitarbeiter von Wehrs Wörterbuch, er habe Hedwig Klein „lange und oft wie einem Kind zugeredet“, ihre Dissertation endlich abzuschließen und rechtzeitig auszureisen. In den wenigen erhaltenen Briefen von Hedwig Klein verbindet die Schreiberin das Thema der Auswanderung immer mit der Frage nach der wissenschaftlichen Betätigung in ihrer Disziplin, weshalb sie etwa nicht in die USA auswandern wollte. Sie habe sich, so Freimarks Einschätzung, aufgrund ihres „behüteten Lebensweges“ offenbar nicht das „Ausmaß und die Dimension der Barbarei“ vorstellen können und unter welch existentieller Bedrohung sie sich befunden habe.

## Gedenken
Um sich zu entlasten, gab Hans Wehr nach 1945 bei seiner Entnazifizierung an, er habe „Frl. Dr. Klein aus Hamburg“ vor der Deportation retten können, indem er sie für „eine angeblich kriegswichtige Arbeit“ (das Wörterbuch) angefordert habe. Das Buch erschien 1952 erstmals; im Vorwort dankte Wehr „Frl. Dr. Klein“ für ihre Mitarbeit, erwähnte ihr Schicksal aber nicht. 2011 erschien der Wehr in fünfter Auflage, ein Hinweis auf Kleins Ermordung fehlte dort weiterhin. Im Vorwort der 2020 publizierten sechsten Auflage wird auf ihr Schicksal auf Wunsch der Erben Wehrs mit einem Absatz eingegangen.
„In einem für seine Zeit ungewöhnlichen Akt des Erinnerns“ ließ sich Carl August Rathjens im Sommer 1947 vom Amtsgericht Hamburg als Abwesenheitspfleger von Hedwig Klein einsetzen. Er ließ ihre Doktorarbeit in 56 Exemplaren drucken, und am 15. August 1947 wurde Hedwig Klein offiziell zum „Doktor der Philosophie“ erklärt. 1951 wurde sie auf Betreiben von Rathjens offiziell für tot erklärt.
Am 22. April 2010 wurden vor dem Hauptgebäude der Universität Hamburg für Hedwig Klein und weitere ermordete jüdische Wissenschaftler Stolpersteine verlegt. Ein weiterer Stolperstein liegt vor ihrer letzten Wohnadresse in Hamburg-Harvestehude.

## Dissertation
- Kapitel XXXIII der anonymen arabischen Chronik Kašf al-ġumma al-ǧāmiʿ li-aḫbār al-umma betitelt Aḫbār ahl ʿOmān min auwal islāmihim ilā ‘ḫtilāf kalimatihim („Geschichte der Leute von ʿOmān von ihrer Annahme des Islam bis zu ihrem Dissensus“), auf Grund der Berliner Handschrift unter Heranziehung verwandter Werke herausgegeben, Hamburg 1938, 1947 als Dissertation anerkannt (Digitalisat).